# Cooksonia pertoni
Cooksonia pertoni es una especie de planta fósil datada en el Silúrico descrita por primera vez por sus restos conservados en Gales, Reino Unido. 
Esta especie es conocida únicamente por la porción aérea de su gametofito, desconociéndose la morfología de su sistema radicular. Poseía tallos aéreos, desnudos, fotosintéticos, erectos y con estomas en toda su superficie. La epidermis de estos tallos estaba compuesta por células alargadas y de paredes delgadas. En el seno de estos tallos aparecía un primitivo sistema conductor formado por una estela caracterizada por traqueidas con engrosamientos anulares menos sofisticados que los de su coetánea Cooksonia hemisphaerica.
Los tallos fértiles se engrosaban paulatinamente hacia sus extremos hasta su unión con los esporangios terminales, momento en el cual llegaban a poseer el mismo grosor que estos. Los esporangios poseían formas variables, de globosos a casi discoidales, siendo los más característicos más anchos que altos.
Las esporas producidas en estos esporangios, que se corresponden con las especies palinológicas denominadas Synorisporites verrucatus y Ambitisporites, presentaban un diámetro muy variable desde 24 a 54 micras dependiendo de la morfología de los esporangios en los que éstas fueran producidas.